# No Mercy in This Land
No Mercy in This Land è il quattordicesimo album in studio del cantante statunitense Ben Harper e (il dodicesimo) del musicista statunitense Charlie Musselwhite, pubblicato il 30 marzo 2018 dalla ANTI- Records .

## Tracce
1. When I Go – 3:45
2. Bad Habits – 3:45
3. Love and Trust – 3:07
4. The Bottle Wins Again (Blues) – 3:38
5. Found the One – 2:47
6. When Love Is Not Enough – 4:09
7. Trust You to Dig My Grave – 3:33
8. No Mercy in This Land – 3:45
9. Movin' On – 3:02
10. Nothing at All – 3:37